# جفری رابرتز
جفری رابرتز (انگلیسی: Geoffrey Roberts; ۱۹۵۲ (۷۲–۷۳ سال) – ) تاریخ‌نگار اهل بریتانیا بود.
وی همچنین برندهٔ جوایزی همچون برنامه فولبرایت شده‌است.